# Cynthia McKinney
Cynthia Ann McKinney (ur. 17 marca 1955) – amerykańska polityk.
W latach 1993–2003 i ponownie w latach 2005–2007 z ramienia Partii Demokratycznej była przedstawicielką stanu Georgia w Izbie Reprezentantów Stanów Zjednoczonych.
Znana ze stanowczej krytyki administracji George’a Busha. Domagała się śledztwa w sprawie zamachu na World Trade Center, odtajnienia akt dotyczących zamachu na Martina Luthera Kinga oraz śledztwa w sprawie zabójstwa Tupaca Shakura. Próbowała wszcząć procedurę impeachmentu przeciw prezydentowi George’owi W. Bushowi, wiceprezydentowi Dickowi Cheneyowi oraz sekretarz stanu Condoleezzie Rice.
Kandydatka Partii Zielonych w wyborach prezydenckich w 2008 roku. Zajęła szóste miejsce, zdobywając 161 603 głosów (0,12%).